# Aspach, Braunau am Inn
Aspach là một đô thị ở huyện Braunau am Inn bang Oberösterreich, nước Áo. Đô thị này có diện tích 31,45 km², dân số thời điểm ngày 31 tháng 12 năm 2005 là 2340 người..